# Cimetière militaire

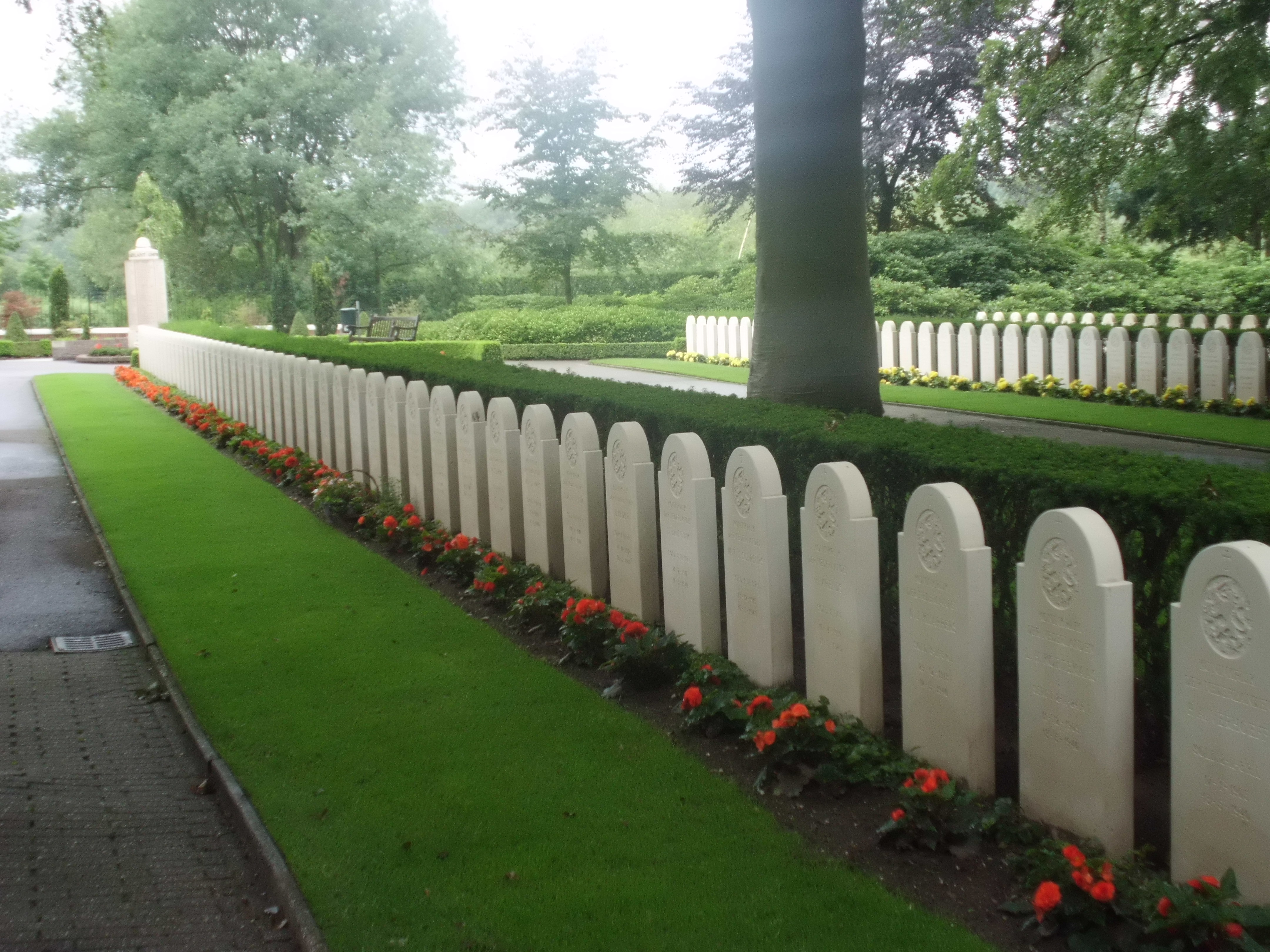
Tombes néerlandaises au cimetière militaire d'honneur de Grebbeberg.

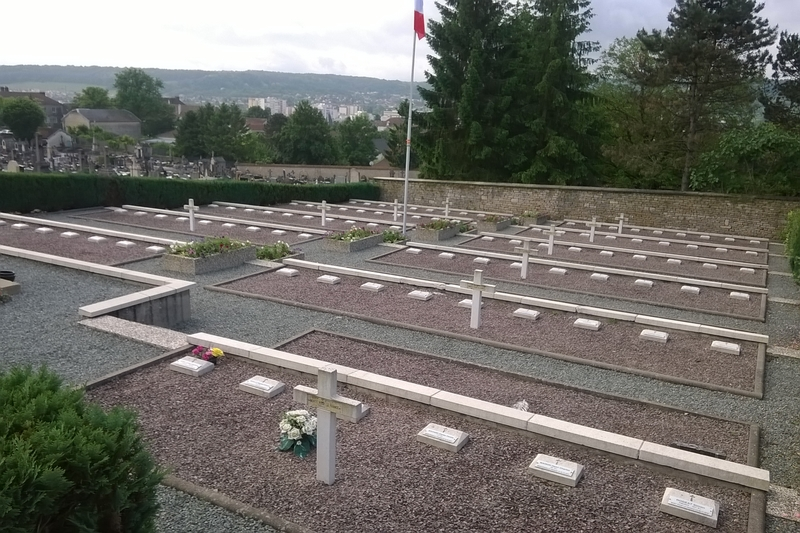
Carré militaire de l'ancien cimetière de Vesoul.

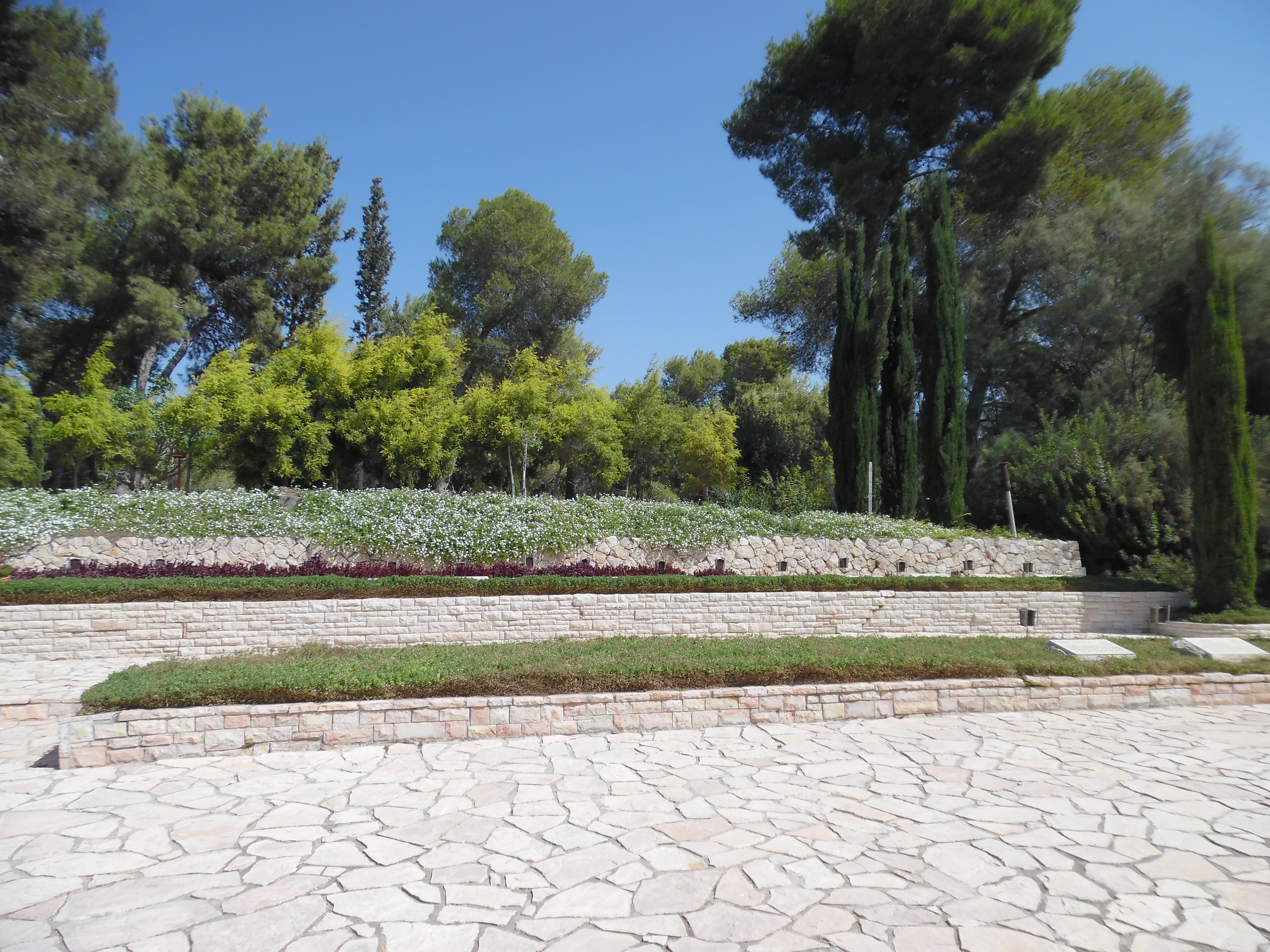
Cimetière militaire du kibboutz Yad Mordechai, Israël.

Un cimetière militaire est un lieu où sont inhumés les soldats morts lors d'une guerre, on y rencontre aussi parfois des tombes de civils. Généralement implantés sur ou à proximité des champs de bataille, les cimetières militaires sont créés et gérés par l'armée, une administration publique, une agence ou association publique ou privée. Les tombes sont des sépultures de guerre, ordinairement d'une apparence uniforme, matérialisées par une stèle ou une croix. Les cimetières militaires comportent les tombes individuelles, des tombes communes, un ou des ossuaires parfois un mur des disparus où sont inscrits le nom des personnes dont le corps n'a pas été retrouvé.

## Fonctions
Les cimetières militaires remplissent plusieurs fonctions ; ils peuvent être :
- des lieux de sépultures pour les victimes de guerre et lieux de recueillement pour leur famille et leurs proches ;
- des lieux de souvenir et de commémorations patriotiques où peut être exercé le devoir de mémoire ;
- des lieux de mémoire des conflits pour les générations actuelles et les générations futures qui rappelle l'atrocité des guerres et pour les écoliers et les étudiants de toutes nations, c'est l'endroit où l'on peut sentir l'esprit de l'humanité, de la réconciliation et de la protection de la vie.

Les « soldats inconnus » enterrés, portent témoignage du deuil qui n'a pu être fait par des personnes qui n'ont jamais rien pu savoir du sort de leurs proches.

## Typologie
On distingue plusieurs types de cimetières militaires :
- les nécropoles internationales où reposent des soldats de plusieurs nationalités avec ou sans mémorial ;
- les nécropoles nationales où se situent généralement un mémorial et des sculptures qui peuvent être monumentales où reposent des soldats d'une seule nationalité avec parfois des tombes d'autres nationalités en petit nombre ;
- les cimetières militaires prolongement de cimetières civils ;
- les carrés militaires au sein de cimetières civils.

Ils consistent souvent en de simples quadrillages réguliers de tombes individuelles identiques uniquement repérées par une croix latine (ou autre motif conforme à la confession religieuse du soldat inhumé). Le nom du défunt est gravé sur la pierre, ainsi que la date de la mort, quand ils sont connus.

## Histoire

### Avant la Première Guerre mondiale

#### Antiquité
Dès l’Antiquité, l’inhumation des soldats morts au combat est prise en compte. Après la bataille de Chéronée, vainqueurs et vaincus enterrent leurs morts selon les rites religieux. Les légions romaines enterrent leurs morts, soit individuellement, avec des pierres tombales, à proximité des camps, soit dans des tombes collectives.

#### Moyen Âge et Époque moderne
Au Moyen Âge et à l'époque moderne, les cadavres des soldats sont le plus souvent laissés sur les champs de bataille en pâture aux détrousseurs et aux animaux sauvages ou jetés dans des fosses communes. Seuls les chefs militaires (connétable, maréchal...) ont droit à des sépultures dans des églises comme Le Prince noir, Du Guesclin, Louis de Sancerre, John Talbot... Turenne, Vauban etc. Le Cimetière des Invalides à Berlin créé en 1748 par Frédéric II est devenu le panthéon militaire de l'Allemagne. Le Dôme et la crypte des Invalides à Paris sont devenus le panthéon militaire de la France sous Napoléon Ier.

#### Époque contemporaine
Le cimetière militaire contemporain (espaces composés de formes simples répétitives, où chaque soldat mort est honoré d'une tombe individuelle sans distinction de hiérarchie, d'origine sociale ou de religion) apparaît au XIXe siècle parallèlement avec le développement de la conscription et de la guerre de masse.
Le premier cimetière militaire français de ce type apparaît en Algérie, à Sidi-Ferruch, en 1830, au moment de sa conquête par l'armée française.
Au cours de la Guerre de Crimée (1853-1856), les Français perdent un grand nombre de soldats, environ 95 000. Il est décidé de les enterrer par unité et par hiérarchie dans des fosses communes, jusqu'à ce que l'État français décide le rassemblement de 45 000 dépouilles, regroupées dans des tombes communes par unité, dans le cimetière français de Sébastopol construit entre 1870 et 1880, cimetière militaire qui devient la plus grande sépulture militaire française à l’étranger. Le Traité de Paris de 1856, prévoit la préservation des cimetières militaires de Crimée.
Aux États-Unis, pendant la guerre de Sécession (1861-1865), les premiers cimetières nationaux s'organisent tels que nous les connaissons : tombes individuelles avec des stèles marquées des mêmes signes.
Le traité de Francfort qui met fin à la guerre franco-allemande de 1870 prévoit, dans son article 16, que les deux États contractants s’engagent à respecter toutes les tombes des soldats morts (soldats qui ont désormais « droit au repos permanent »).
À la fin de la guerre des Boers (1901-1903), l’Empire britannique institue l’usage d’enterrer ses combattants – 80 % des morts étant des engagés civils volontaires – dans des tombes individuelles regroupées dans de petits cimetières créés près des champs de bataille. Recouverts de pelouses et de fleurs, ces lieux d'inhumation dans une atmosphère paisible expriment une culture non-militariste et s'opposent à la conception rationaliste américaine de vastes regroupements des corps dans d'immenses cimetières.
En Russie, pour le 100e anniversaire de la Bataille de Bolchoï-Stakhov et du passage de la Bérézina, le 29 novembre 1912, la construction d'un monument près du village de Brili fut entreprise. Les cendres de deux mille combattants russes de l’armée du Danube reposent sous des tertres funéraires dans des fosses communes.

### Après la Première Guerre mondiale
Les combats de la Première Guerre mondiale ont fait tant de victimes que des cimetières provisoires avec tombes individuelles et ossuaires ont été créées à proximité du front. Dans des l'entre-deux-guerres les cimetières militaires par nationalité le plus souvent ont été créés, les dépouilles des cimetières provisoires y étant transférées. Il existe également des carrés militaires dans les cimetières communaux civils.
La Seconde Guerre mondiale étant encore plus meurtrière que la première, les cimetières provisoires constitués à la hâte ont laissé place après 1945 à de vastes nécropoles le plus souvent. Le regroupement des sépultures s'est poursuivi jusqu'à la fin du XXe siècle.

## Cimetières militaires des conflits contemporains

### Afrique

#### Algérie
- La nécropole nationale française du Petit Lac à Oran rassemble 13 100 corps en ossuaires et 3 690 sépultures individuelles.
- Cimetière de la Légion étrangère à Sidi Bel Abbès
- Cimetière militaire de Mers el-Kébir
- Cimetière El Alia à Oued Smar près d'Alger
- Cimetière militaire de Sidi Ferruch (cimetière de la conquête) : 40 tombes
- Cimetière Hussein-Dey à Alger
- Cimetière Saint-Eugène à Alger
- Cimetière de Constantine

#### Cameroun
- Cimetière militaire français de Douala : 31 tombes individuelles, 171 en ossuaire.

#### République du Congo
- Cimetière militaire français de Brazzaville : 26 tombes de la Seconde Guerre mondiale.

#### Djibouti
- Cimetière militaire de Gabode à Djibouti

#### Égypte
- Cimetière militaire britannique d'El-Alamein.
- Cimetière militaire français de Port-Saïd : 454 tombes individuelles de la Première Guerre mondiale.
- Monument aux morts turcs de Sidi Bishr : 513 soldats de la Première Guerre mondiale y sont enterrés.

#### Érythrée
- Cimetière militaire de Massawa

#### Éthiopie
- Cimetière militaire international de Gulélé à Addis-Abeba : tombes de soldats du Commonwealth et italiens tombés lors des campagnes d'Abyssinie de 1895, 1935 et 1941.
- Cimetière militaire italien de Keren : tombe de soldats tombés lors de la Bataille de Keren
- Cimetière militaire britannique de Keren.

#### Libye
- Cimetière militaire britannique de Benghazi : 1 214 tombes dont 850 britanniques auxquelles s'ajoutent des tombes indiennes, sud-africaines, australiennes, neo-zélandaises et canadiennes.
- Cimetière militaire français de Tobrouk : sépultures de soldats tombés à Bir Hakeim, 182 corps des Français libres morts pendant la bataille, à l’exception des corps rapatriés en France, les quatre premiers soldats français tombés en Cyrénaïque, le 21 janvier 1941, et les six morts de la bataille de Koufra menée par le général Leclerc.
- Cimetière militaire du Commonwealth de Tobrouk
- Cimetière militaire allemand de Tobrouk

#### Mali
- Carré militaire français du cimetière de Coura à Bamako

#### Madagascar

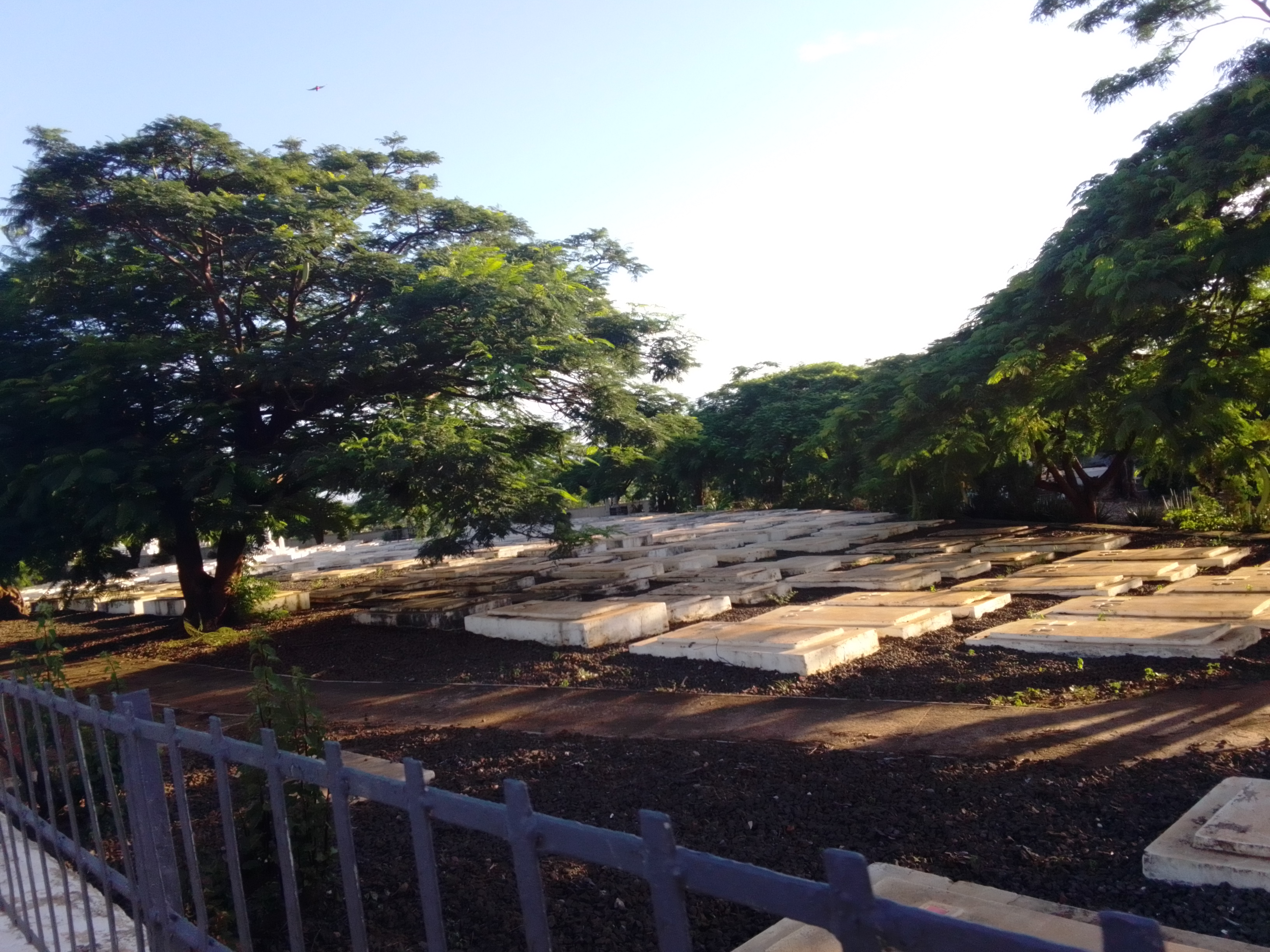
cimitieres des militaires français Antsiranana (Diego-Suarez)

- cimitieres des militaires français Antsiranana (Diego-Suarez)Cimetière militaire français de Diego Suarez à Antsiranana : 1 416 sépultures individuelles de soldats tombés au cours des combats de 1942.
- Cimetière militaire français de Mahajanga : 1 200 corps en ossuaire et 51 tombes individuelles
- Cimetière militaire français d'Antananarivo : 125 tombes individuelles et un ossuaire.
- Cimetière militaire français de Toamasina : 39 tombes individuelles

#### Maroc
- Cimetière militaire français d'Agadir : 144 tombes
- Cimetière militaire international de Ben M'Sick à Casablanca : 16 563 sépultures, françaises (12 384), allemandes et britanniques
- Cimetière militaire français de Fès : 2 114 tombes
- Cimetière militaire français de Kénitra : 341 tombes
- Cimetière militaire français de Marrakech : 281 tombes
- Cimetière militaire français de Meknès : 1 955 tombes
- Cimetière militaire français de Rabat : 1 145 tombes

#### Sénégal
- Cimetière militaire français de Bel Air à Dakar : 1 707 tombes individuelles
- Cimetière militaire de Guet N'Dar à Saint-Louis : 498 tombes de la Seconde Guerre mondiale.
- Cimetière militaire français de Rufisque : 173 tombes individuelles.

#### Tchad
- Cimetière militaire français de N'Djaména : 123 tombes individuelles.
- Zouar : cimetière militaire récemment réhabilité par l'armée française : 30 tombes.

#### Togo
- Cimetière militaire de Wahala : 31 sépultures de tirailleurs africains (Sénégal, Mali, Ghana), 1 officier britannique, 1 officier français et un sous-officier allemand tombés lors des combats du 22 août 1914 reposent dans cette nécropole.

#### Tunisie
- Cimetière américain de Carthage : 2 841 sépultures
- Cimetière militaire tunisien d'Haffouz : 317 tombes
- Cimetière militaire tunisien de Tar Ech-Chena : 442 tombes
- Cimetière militaire de Gammarth : sépultures, ossuaire (1 222 corps) et columbarium (1 098 corps)

### Asie

#### Birmanie
- Cimetière militaire international de Taukkyan : 2 400 tombes de soldats alliés.

#### Chine
- Cimetière militaire de Stanley à Hong Kong : 598 militaires du Commonwealth de la Seconde Guerre mondiale y sont inhumés ou commémorés. 175 tombes ne sont pas identifiées, mais de nombreux monuments commémoratifs rendent hommage aux victimes qui y sont enterrées.

#### Corée du Sud
- Cimetière militaire français de Busan : 49 tombes individuelles de la guerre de Corée.

#### Indonésie
- Cimetière militaire du Commonwealth de Tantui à Kota Ambon (Moluques)
- Cimetière militaire néerlandais de Candi à Semarang, Mont Ungaran (île de Java).

#### Iran
- Cimetière militaire polonais de Bandar-e Anzali.

#### Israël
- Cimetière national des Forces de défense d'Israël du Mont Herzl à Jérusalem : tombes de soldats et de policiers morts dans l'exercice de leurs fonctions.
  - Le Jardin des soldats disparus : monument commémoratif pour les soldats dont la sépulture est inconnue.
  - Mémorial des victimes juives et israéliennes du terrorisme de 1851 à nos jours.
  - Mémorial aux soldats juifs qui ont combattu pour l'Armée rouge pendant la Seconde Guerre mondiale.
  - Mémorial aux soldats juifs qui ont combattu pour l'armée polonaise pendant la Seconde Guerre mondiale.
  - Mémorial aux soldats juifs qui ont combattu pour l'armée britannique pendant la Seconde Guerre mondiale en Palestine mandataire.
  - Monument des habitants du quartier juif de la vieille ville de Jérusalem tombés en 1948.
  - Mémorial des juifs éthiopiens (Falashas) assassinés lors de leur émigration vers Israël.
- Cimetière militaire de Kiryat Shaul à Tel Aviv-Jaffa.
- Cimetière militaire de Haïfa.
- Cimetière militaire français de Saint-Jean d'Acre.

#### Japon
- Cimetière militaire français de Yokohama : 128 corps en ossuaire de l'expédition de 1860 (seconde guerre de l'opium).

#### Laos
- Cimetière militaire français de Vientiane : 552 tombes individuelles.

#### Liban
- Cimetière militaire français de Marjayoun : plus de 1 000 tombes de soldats français tués pendant la Seconde Guerre mondiale.
- Cimetière militaire français de Beyrouth : 2 148 tombes individuelles de soldats morts pendant la campagne de Syrie de 1941.
- Cimetière militaire britannique de Beyrouth
- Cimetière militaire français de Tripoli : 148 tombes individuelles de soldats morts en 1941

#### Singapour
- Nécropole et mémorial de Kranji comportant 24 346 noms de soldats alliés tombés en Asie au cours de la Seconde Guerre mondiale

#### Syrie
- Cimetière militaire français de Dmeir à 35 km de Damas : 4 000 sépultures.

#### Thaïlande
- Cimetière militaire de Kanchanaburi

#### Taïwan
- Cimetière militaire français de Keelung : 700 corps en ossuaire de l'expédition de l'amiral Courbet (1884-1885).

#### Viêt Nam
- Cimetière national militaire de Duong 9 à Dông Hà : plus de 10 000 sépultures
- Cimetière national militaire de Truong Son à Vinh Tuong : 10 327 sépultures

### Amérique

#### Canada
- Cimetière militaire national (CMN) des Forces canadiennes de Beechwood (section 103) : tombes des Canadiens morts dans les opérations de maintien de la paix à l’étranger.

#### États-Unis
- Cimetière national d'Arlington: le plus ancien et le plus vaste cimetière militaire des États-Unis (290 000 tombes) de combattants des guerres d'Indépendance, de Sécession, Première et Seconde Guerres mondiales, de Corée, du Vietnam, du Golfe, d'Irak, d'Afghanistan. La Tombe des inconnus réunit les dépouilles des soldats inconnus des première et seconde guerres mondiales, de la Guerre de Corée et de la Guerre du Vietnam.
- Cimetière militaire du Presidio à San Francisco
- Cimetière national des États-Unis

#### Mexique
- Cimetière militaire français de Mexico : 450 sépultures individuelles et 194 en ossuaire de soldats morts lors de l'intervention française au Mexique en 1863.

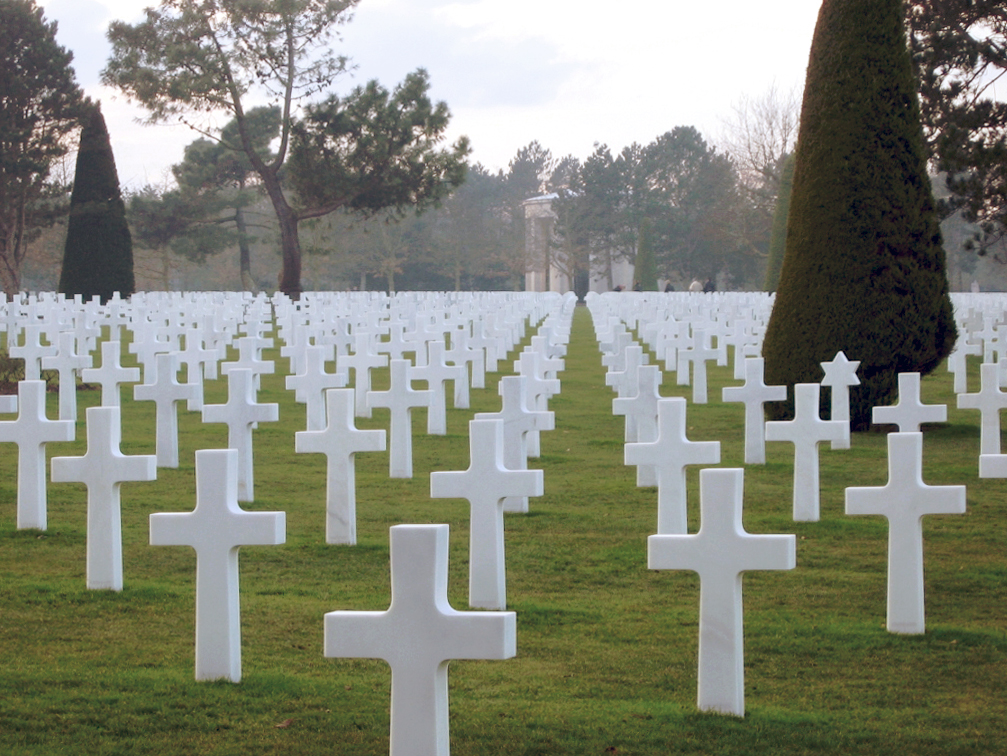
Cimetière américain de Colleville-sur-Mer, sur les hauteurs d'Omaha Beach (Normandie).
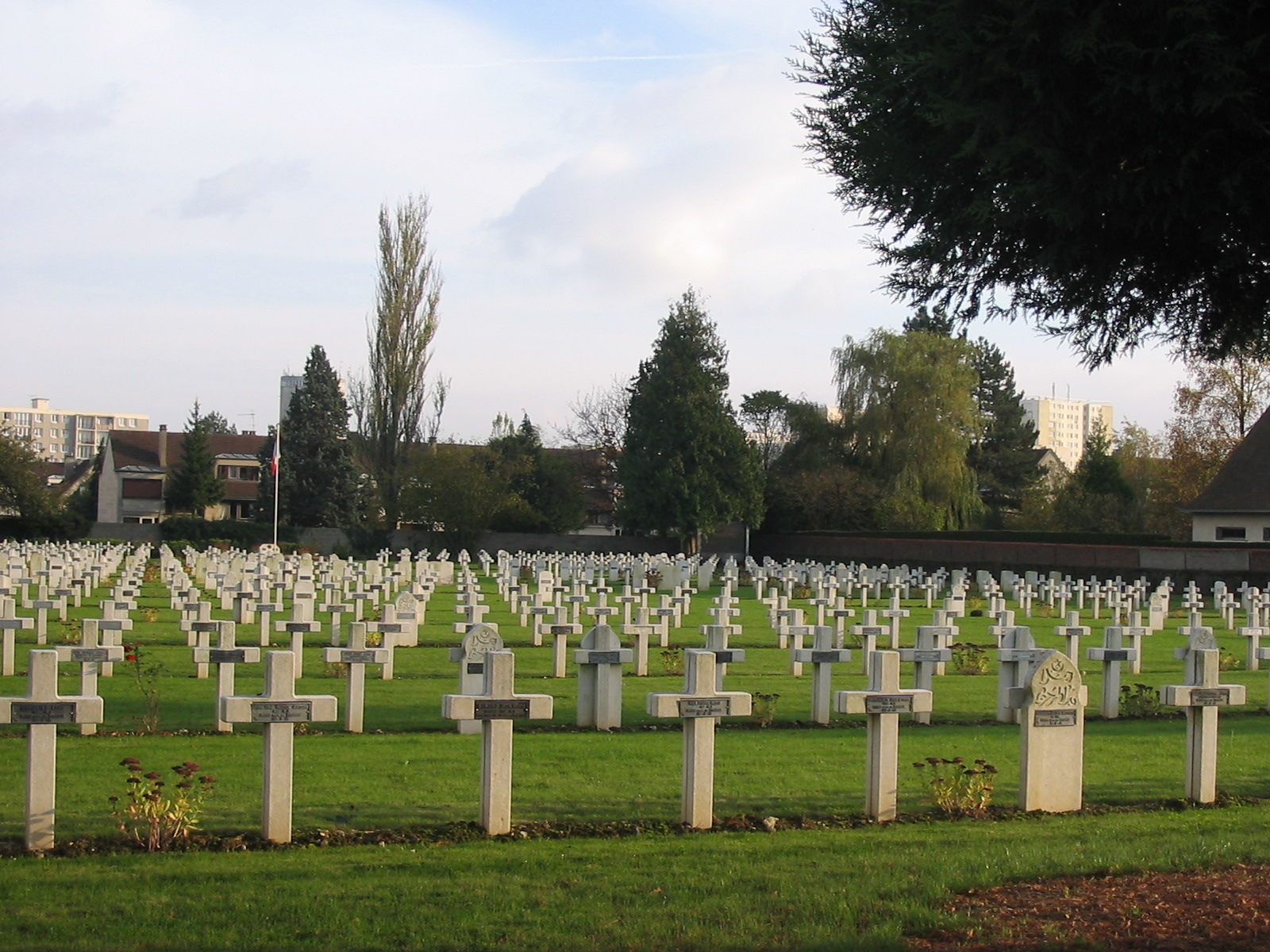
Cimetière militaire de Beauvais.
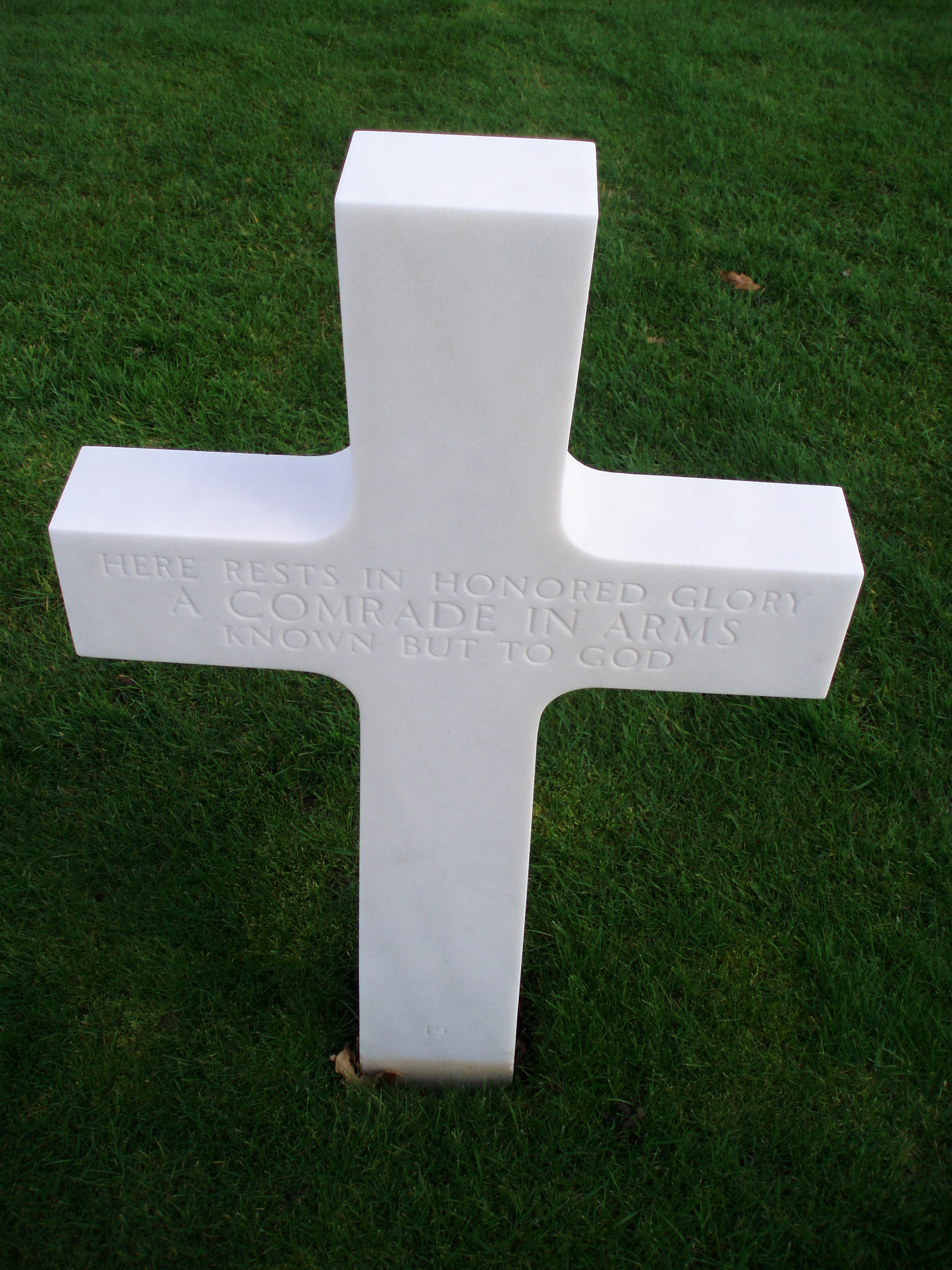
La tombe d'un soldat inconnu au cimetière américain de Colleville-sur-Mer.
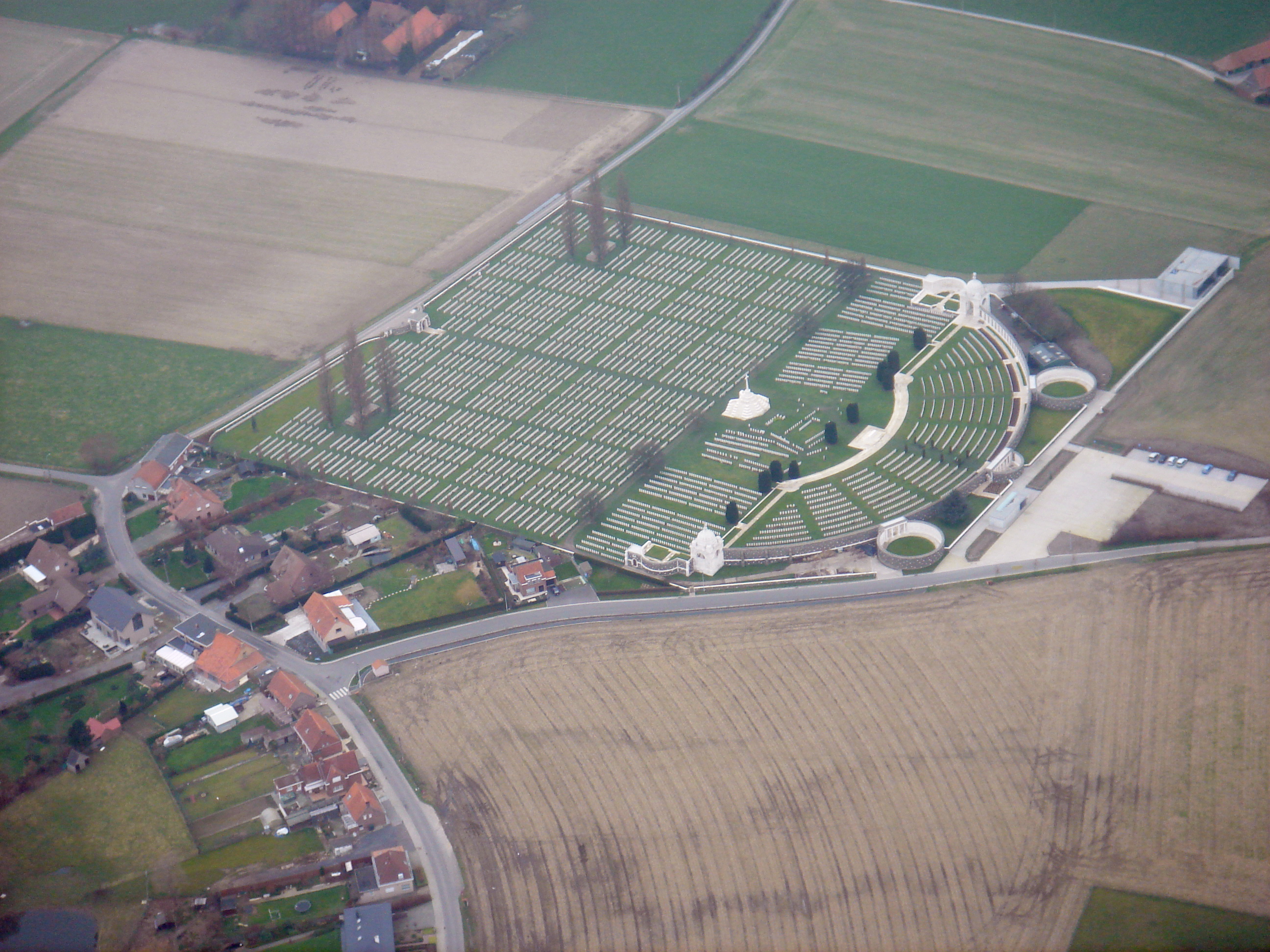
Vue aérienne du cimetière de Tyne Cot, le plus grand cimetière britannique du continent (Province de Flandre-Occidentale, Belgique).
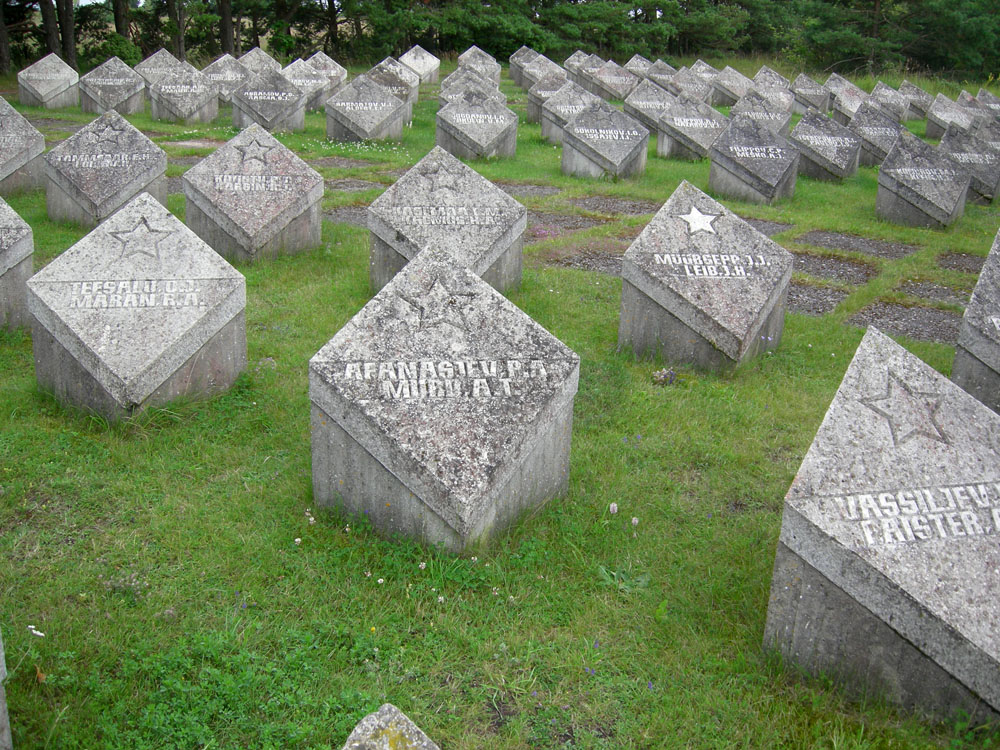
Cimetière à Saaremaa, Estonie.
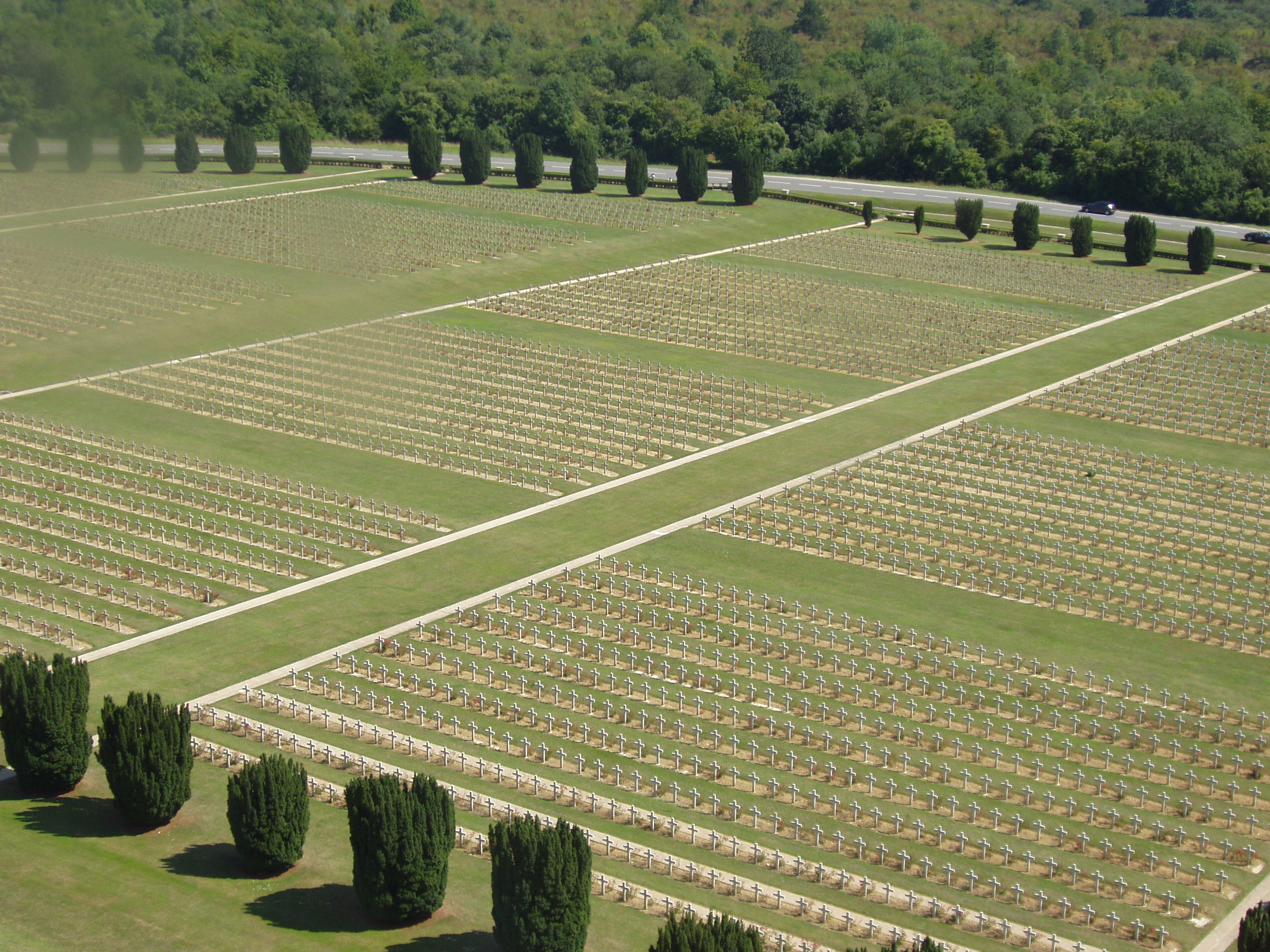
Vue aérienne de cimetières militaires à Douaumont.
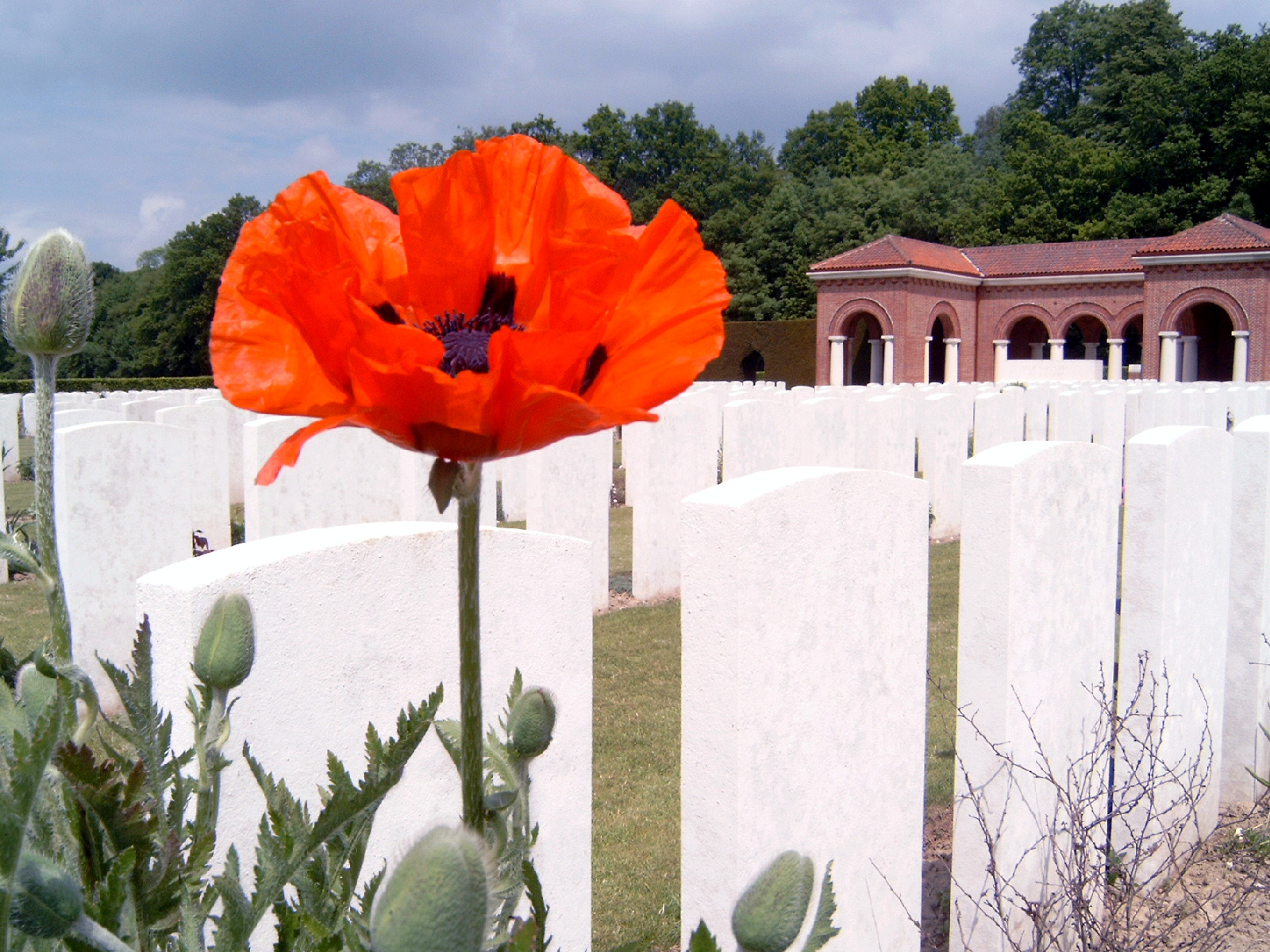
Cimetière militaire d'High Wood (France).

### Europe

#### Allemagne
- Cimetière des Invalides (Invalidenfriedhof) de Berlin : fondé par le roi de Prusse, Frédéric II en 1748, il rassemble les dépouilles de chefs militaires des XVIIIe, XIXe et XXe siècles.

Seconde Guerre mondiale
- Cimetière soviétique de Tiergarten et Mémorial soviétique de Tiergarten (Sowjetisches Ehrenmal Tiergarten) à Berlin : à la fois mémorial et cimetière militaire rendant hommage au 80 000 soldats de l'Armée rouge tués lors de la prise de Berlin en avril et mai 1945.
- Cimetière soviétique de Treptow et Mémorial soviétique du Treptower Park à Berlin : imposant monument et cimetière rassemblant 5 000 sépultures soviétiques.
- Cimetières militaires soviétiques en Allemagne

#### Albanie
- Cimetière militaire français de Korçë : 640 tombes.

#### Autriche
- Cimetière militaire allemand d'Allensteig

#### Belgique
Première Guerre mondiale
- Cimetières militaires belges : Catégorie : Cimetière militaire en Belgique
- Enclos des fusillés (Bruxelles) : 365 tombes de Résistants des deux guerres mondiales.
- Cimetière militaire allemand de Menin : 47 911 corps de soldats allemands tombés au cours de la Première Guerre mondiale.
- Cimetière militaire allemand de Langemark : 44 304 corps de soldats allemands tombés au cours de la Première Guerre mondiale.
- Cimetière militaire allemand de Vladslo, près de Dixmude. Il abrite 25 644 sépultures de guerre.
- Cimetière militaire britannique de Tyne Cot, situé près de Passendale (actuellement section de la commune de Zonnebeke en Belgique), rassemble 11 952 tombes de soldats tombés durant la Première Guerre mondiale.
- Cimetière militaire français de Saint-Charles de Potyze à Ypres : 4 200 morts y sont enterrés dont plus de 1 300 sont non identifiés.

Seconde Guerre mondiale
- Cimetière militaire américain de Neuville-en-Condroz: 5 329 corps de soldats américains tombés au cours de la Seconde Guerre mondiale.
- Cimetière américain de Henri-Chapelle à 30 km de Liège rassemble 7 992 sépultures.
- Cimetière militaire belge de La Panne : 300 corps.
- Enclos des fusillés (Liège) : petit cimetière situé dans le parc de la citadelle qui rassemble 415 tombes de personnes fusillées par la Wehrmacht ou la SS.
- Carré militaire du cimetière de Robermont : regroupe plusieurs nationalités de soldats tombés lors des deux guerres mondiales.

#### Biélorussie
- Le cimetière du Calvaire de Minsk, créé au XVIIIe siècle, rassemble dans des carrés militaires, des tombes de soldats de la Grande Armée napoléonienne, des tombes de soldats prisonniers d'Autriche-Hongrie de la Première Guerre mondiale, des tombes de soldats polonais de la guerre entre la nouvelle république de Pologne et la Russie bolchévique de 1919-1920, ainsi que 142 soldats soviétiques de la Grande Guerre patriotique.

- Le cimetière militaire de Grodno, situé à Grodno, ouvert en 1887, devenu cimetière militaire en 1901.

- Le cimetière militaire de Minsk a été inauguré en 1895. Il rassemble les dépouilles des soldats tombés lors des guerres russo-turques de la fin du XIXe siècle, des première et seconde guerres mondiales.

- Cimetière militaire de Vitebsk.

#### Bosnie-Herzégovine
- Le mémorial et cimetière de Strebenica-Potocari, inauguré en 2003 par Bill Clinton, est situé à l'emplacement de l'ancienne base néerlandaise de Potocari. Le cimetière rassemble les corps de 3 200 Bosniaques tués en juillet 1995 dans le massacre de Srebrenica lors de la purification ethnique pendant la guerre serbo-bosniaque.

#### Bulgarie
- Cimetière militaire français de Sofia : 789 tombes.
- À Svichtov, monument à la 16e division coloniale : 212 noms inscrits.

#### Croatie
- Cimetière Mirogoj de Zagreb : carré militaire allemand (2 000 tombes).

#### Estonie
- Cimetière des forces de défense de Tallinn où reposent les corps de soldats soviétiques morts durant la Seconde Guerre mondiale. Dans ce cimetière a été érigé en avril 2007, le « Soldat de bronze », un monument aux soldats soviétiques morts durant la Seconde Guerre mondiale dont le déboulonnage du centre-ville de la capitale estonienne avait provoqué parmi la population russophone, trois nuits d'émeute.
- Cimetière militaire soviétique de Saaremaa

#### France

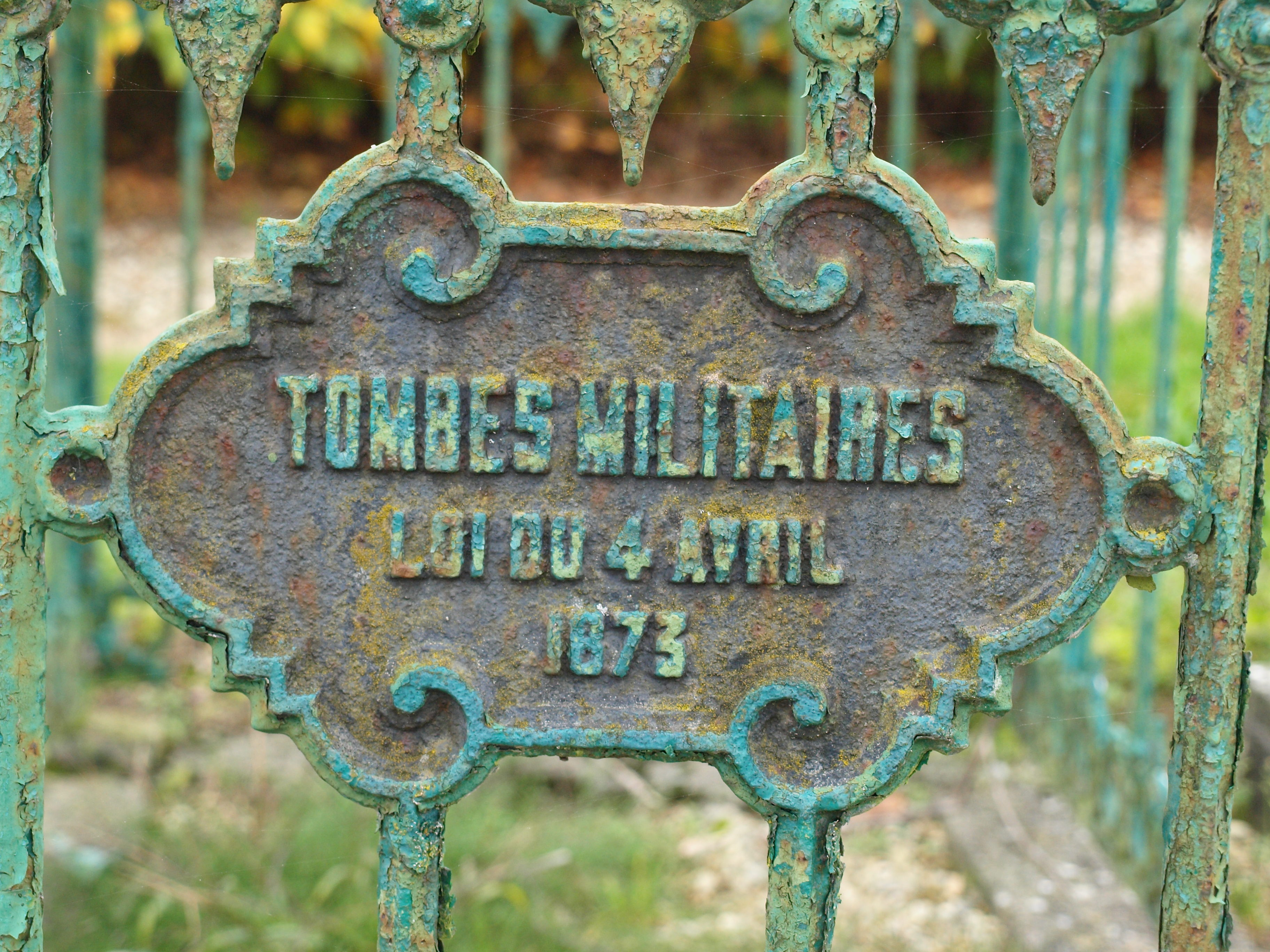
Référence à la loi du 4 avril 1873 sur une sépulture militaire de la guerre franco-prussienne.

##### Les cimetières militaires français
Après la guerre franco-allemande de 1870, par le traité de Francfort du 10 mai 1871, la France et l’Allemagne s’engagent à entretenir les tombes des soldats sur leurs territoires. Les morts doivent être regroupés par nationalité et par religion. En France, le carré militaire du cimetière de La Madeleine d'Amiens, les ossuaires de Champigny (Val-de-Marne) de Bazeilles (Ardennes), de Mars-la-Tour (Meurthe-et-Moselle), de Pont-Noyelles, de Querrieu et de Villers-Bretonneux (Somme), de Béhagnies et de Biefvillers-lès-Bapaume (Pas-de-Calais) en sont le témoignage. C'est la perte de l'Alsace-Lorraine qui incite le professeur alsacien, François-Xavier Niessen à créer en 1887 Le Souvenir français, association qui garde le souvenir des soldats morts par l'entretien de tombes et de monuments commémoratifs.
Selon l'article 16 du traité de Francfort, les gouvernements français et allemand se sont engagés à entretenir les tombes des militaires ensevelis sur leurs territoires respectifs. La loi allemande du 2 février 1872 a ainsi permis d'y aménager des lieux d'inhumation français dans les territoires annexés d'Alsace-Moselle. Après le vote de la loi française du 4 avril 1873, l’État achète des parcelles des cimetières communaux ou exproprie les terrains non-clos où se trouvaient des restes de soldats pour y aménager des tombes garnies d'un entourage en fonte correspondant à un modèle réglementé avec une plaque portant la mention « Tombes militaires - Loi du 4 avril 1873 ».

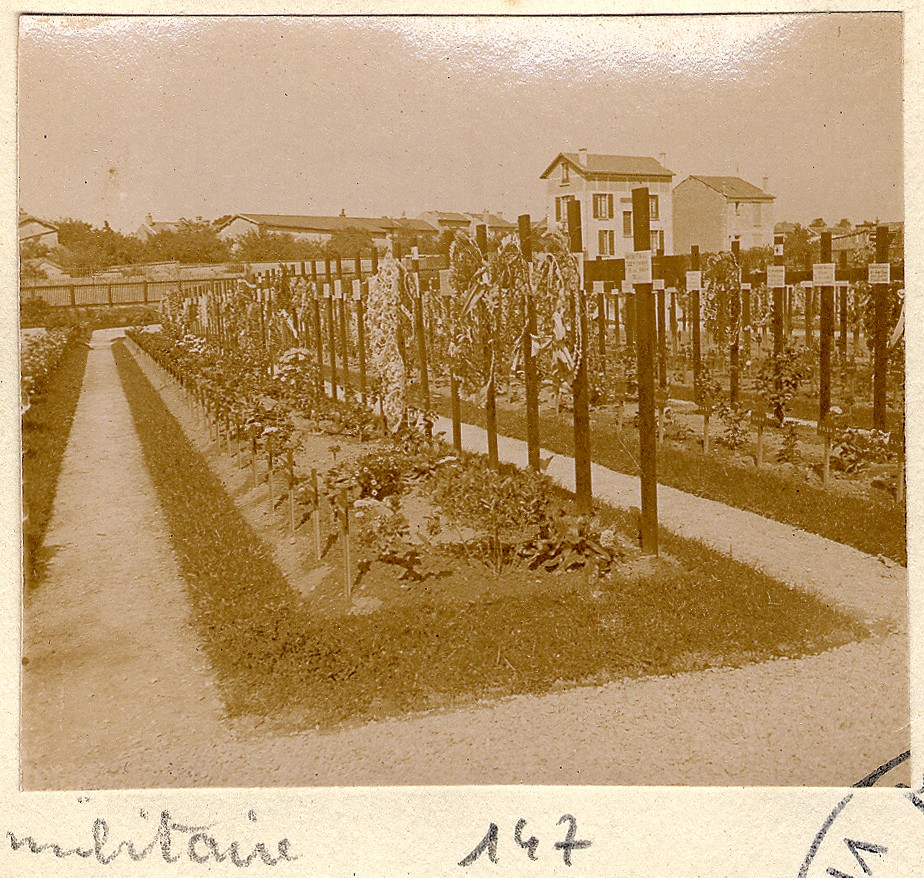
Carré militaire à Châlons sur Marne en 1916.

Pendant la Première Guerre mondiale, les militaires morts sont d'abord réglementairement inhumés dans des cimetières collectifs sous la surveillance d’un officier sanitaire chargé de l’identification des corps. L'accroissement du nombre des victimes oblige progressivement les soldats à creuser à la va-vite sur le front des tombes de fortune recueillant les corps dans de simples planches de coffrage ou toiles de tente, tombes parfois repérées à la hâte par une croix de bois. La loi du 29 décembre 1915 entérine la création de sépultures individuelles pour les soldats français et les Alliés tombés au front ou décédés dans les hôpitaux militaires, (statut de Mort pour la France). L'emplacement des tombes est indiqué par une croix en ciment sur laquelle est indiquée sur une plaque de plomb, l'identité du défunt, son unité et ses dates de naissance et de mort. Les tombes musulmanes ou juives sont indiquées non par une croix mais par une stèle en ciment. L’entretien des tombes incombe à l’État français, à perpétuité. Certaines familles récupèrent le corps de leurs défunts, d'abord illégalement jusqu'à la loi du 31 juillet 1920 qui prévoit que la totalité des frais de transfert autorisé des corps de soldats morts sont désormais à la charge de l’État et qui confie à la Nation les cimetières militaires créés ou à créer sur l'ancien front pour en assurer la propriété et l'entretien. Les mêmes principes s’appliquent pour la Seconde Guerre mondiale et les guerres coloniales (Indochine, Algérie, Tunisie, Maroc).
Le 25 novembre 1918 un arrêté crée un Office des sépultures militaires et une Commission nationale des sépultures chargée de définir les principes architecturaux des cimetières militaires.
Après la Seconde Guerre mondiale, les mêmes dispositions sont appliquées aux cimetières militaires français.
Ces cimetières témoignent de la reconnaissance de la patrie envers les soldats morts au combat en même temps qu’un lieu de pèlerinage pour les familles et les générations suivantes, la loi du 29 octobre 1921 instituant pour ces familles le droit au pèlerinage annuel aux frais de l'État. Devenus lieux de mémoire, ils sont aussi lieu d’histoire grâce aux panneaux explicatifs voire aux musées qui sont créés pour informer les visiteurs.
265 nécropoles nationales et 2 000 carrés militaires de cimetières communaux regroupent 740 000 corps auxquels s’ajoutent des ossuaires. Il existe, en outre, 2 000 cimetières militaires français répartis dans 78 pays. L’entretien des sépultures et mémoriaux est à la charge du ministère de la Défense.
Le plus important cimetière militaire français par le nombre de tombes est la nécropole nationale de Notre-Dame-de-Lorette à Ablain-Saint-Nazaire (Pas-de-Calais). Il regroupe 42 000 corps dont 22 000 répartis dans huit ossuaires.
En 1950, fut inhumé dans la crypte de la tour-lanterne de la nécropole de Notre-Dame de Lorette, le corps d'un soldat inconnu de la Seconde Guerre mondiale. En 1955, furent inhumées les cendres d'un déporté disparu dans les camps nazis. En 1977 ce fut le corps d'un soldat inconnu des combats d'Algérie-Tunisie-Maroc et en 1980 celui d'un soldat inconnu de la guerre d'Indochine.
Le plus important ossuaire du territoire français est l'ossuaire de Douaumont dans la Meuse qui rassemble les restes de 130 000 corps français ou allemands. Le cimetière militaire français rassemble plus de 16 000 tombes.
Le mémorial des guerres en Indochine de Fréjus (Var) rassemble 24 020 corps et l'ossuaire 3 152 restes humains de morts en Indochine entre 1940 et 1954. Les corps furent rapatriés en France à la demande du gouvernement vietnamien en 1986-1987. Sur le mur du mémorial sont inscrits les noms de 34 000 morts sans sépulture.

##### Les cimetières militaires allemands
Depuis 1919, le Volksbund Kriegsgräberfürsorge (VDK) ou Commission allemande des sépultures de guerre, est chargé de l'entretien des cimetières militaires allemands. Il gère et entretient aujourd'hui les cimetières des deux guerres mondiales. En 2020, le VDK entretenait 218 cimetières ou monuments allemands en France.
- Cimetières militaires allemands en France :

###### Première Guerre mondiale
| Illustration | Nom | Ville                   | Région          | Pays   | Conflit                  | Nb de tombes | Nb de personnes | Mise en service | Note                                          |
|              | Cimetière militaire allemand d'Andechy                                                                           | Andechy                 | Hauts-de-France | France | Première Guerre mondiale | 2 251        |                 |                 |                                               |
|              | Cimetière militaire allemand de Belleau Deutsche Soldatenfriedhof Belleau                                        | Belleau Torcy-en-Valois | Hauts-de-France | France | Première Guerre mondiale | 4 308        | 8 630           | mars 1922       |                                               |
|              | Cimetière militaire franco-allemand de Bertrimoutier Deutsch-französische Soldatenfriedhof 1914-18 Bertrimoutier | Bertrimoutier           | Grand Est       | France | Première Guerre mondiale | 7 699        |                 |                 |                                               |
|              | Cimetière militaire allemand de Bouchain Deutscher Soldatenfriedhof Bouchain                                     | Bouchain                | Hauts-de-France | France | Première Guerre mondiale |              | 1 638           | 1917            |                                               |
|              | Cimetière militaire allemand de Bouillonville Deutscher Soldatenfriedhof 1914-18 Bouillonville                   | Bouillonville           | Grand Est       | France | Première Guerre mondiale |              |                 |                 |                                               |
|              | Cimetière militaire allemand de Bray-sur-Somme                                                                   | Bray-sur-Somme          | Hauts-de-France | France | Première Guerre mondiale |              |                 |                 |                                               |
|              | Cimetière militaire allemand de Caix                                                                             | Caix                    | Hauts-de-France | France | Première Guerre mondiale |              |                 |                 |                                               |
|              | Cimetière militaire allemand de Cambrai                                                                          | Cambrai                 | Hauts-de-France | France | Première Guerre mondiale |              | 10 685          |                 |                                               |
|              | Cimetière militaire allemand de Carvin Deutscher Soldatenfriedhof Carvin                                         | Carvin                  | Hauts-de-France | France | Première Guerre mondiale | 6 113        |                 | 1914            |                                               |
|              | Cimetière militaire allemand de Manicourt                                                                        | Curchy                  | Hauts-de-France | France | Première Guerre mondiale | 4 225        | 7 326           | 1914 1922       |                                               |
|              | Cimetière militaire allemand de Dompierre                                                                        | Dompierre (Oise)        | Hauts-de-France | France | Première Guerre mondiale |              |                 |                 |                                               |
|              | Cimetière militaire allemand de Féy                                                                              | Féy                     | Grand Est       | France | Première Guerre mondiale | 2 006        |                 |                 |                                               |
|              | Cimetière militaire allemand de Fricourt                                                                         | Fricourt                | Hauts-de-France | France | Première Guerre mondiale | 17 000       | 17 027          | 1920            |                                               |
|              | Cimetière militaire allemand de Loivre                                                                           | Loivre                  | Grand Est       | France | Première Guerre mondiale |              |                 |                 |                                               |
|              | Cimetière militaire allemand de Maissemy                                                                         | Maissemy                | Hauts-de-France | France | Première Guerre mondiale | 15 478       | 30 478          |                 |                                               |
|              | Cimetière militaire allemand de Montdidier                                                                       | Montdidier              | Hauts-de-France | France | Première Guerre mondiale | 4 351        | 8 051           | 1920            |                                               |
|              | Nécropole militaire allemande de Mongoutte                                                                       | Sainte-Marie-aux-Mines  | Grand Est       | France | Première Guerre mondiale | 807          | 1 172           | 1916            | dont 136 tombes de la Seconde Guerre mondiale |
|              | Cimetière militaire allemand de Selvigny                                                                         | Walincourt-Selvigny     | Hauts-de-France | France | Première Guerre mondiale |              | 3 993           |                 |                                               |
| ------------ | --- | ----------------------- | --------------- | ------ | ------------------------ | ------------ | --------------- | --------------- | --------------------------------------------- |

- Cimetière militaire allemand de Morhange (Moselle)
- Cimetière militaire allemand de Morisel (Somme)
- Cimetière militaire allemand de Moulin-sous-Touvent (Oise)
- Cimetière militaire allemand de Nampcel (Oise)
- Cimetière militaire allemand de Neuville-Saint-Vaast (Pas-de-Calais)
- Cimetière militaire allemand de Noyers-Pont-Maugis (Ardennes)
- Cimetière militaire allemand de Proyart (Somme)
- Cimetière militaire allemand de Rancourt (Somme)
- Cimetière militaire allemand de Roye (Somme)
- Cimetière militaire allemand de Saint-Étienne-à-Arnes (Ardennes)
- Cimetière militaire allemand de Saint-Quentin (Aisne)
- Cimetière militaire allemand de Thiaucourt (Meurthe-et-Moselle)
- Cimetière militaire allemand de Vermandovillers (Somme)
- Cimetière militaire allemand de Veslud (Aisne)
- Cimetière militaire allemand de Wervicq-Sud (Nord)

###### Seconde Guerre mondiale
- Cimetière militaire allemand d'Andilly (Meurthe-et-Moselle)
- Cimetière militaire allemand de Beauvais (Oise)
- Cimetière militaire allemand de Berneuil (Charente-Maritime)
- Cimetière militaire allemand de Bourdon (Somme)
- Cimetière militaire allemand de Champigny-St. André (Eure)
- Cimetière militaire allemand de Dagneux (Ain)
- Cimetière militaire allemand de La Cambe (Calvados)
- Cimetière militaire allemand de Marigny (Manche)
- Mausolée du Mont d'Huisnes (Manche)
- Cimetière militaire allemand d'Orglandes (Manche)
- Cimetière militaire allemand de Lesneven (Finistère)

##### Les cimetières militaires américains
L'American Battle Monuments Commission est chargée de l'entretien et de la gestion des cimetières militaires américains de par le monde. Il y a en France onze cimetières militaires américains :
- six de la Première Guerre mondiale :
  - le cimetière américain du Bois Belleau (Aisne),
  - le cimetière américain de Romagne-sous-Montfaucon (Meuse),
  - le cimetière américain du Saillant de Saint-Mihiel à Thiaucourt-Regniéville (Meurthe-et-Moselle),
  - le cimetière américain de Seringes-et-Nesles (Aisne),
  - le cimetière et mémorial américain de la Somme à Bony (Aisne),
  - le cimetière américain de Suresnes (Hauts-de-Seine) ;
- cinq de la Seconde Guerre mondiale :
  - le cimetière américain de Colleville-sur-Mer (Calvados),
  - le cimetière américain de Draguignan (Var),
  - le cimetière américain d'Épinal (Vosges),
  - le cimetière américain de Saint-Avold (Moselle),
  - le cimetière militaire américain de Saint-James à Montjoie-Saint-Martin (Manche).

##### Les sépultures militaires belges
Il n'y a pas sur le territoire français de cimetière militaire belge proprement dit. Les soldats belges inhumés en France le sont dans un carré militaire de cimetières communaux; celui qui rassemble le plus de tombes belges est le cimetière communal de Calais (1 059 tombes) ou dans le carré belge des nécropoles nationales françaises comme celle de La Targette à Neuville-Saint-Vaast (170 tombes). Une exception cependant:
- Cimetière militaire belge de Saint-Jean-Cap-Ferrat, inclus dans le cimetière communal.

##### Les cimetières chinois
Les Chinois ne participèrent pas directement aux combats de la Grande Guerre en France. Les Britanniques avaient engagé des travailleurs chinois qu'ils utilisèrent à l'arrière du front dans leurs bases logistiques. Il y a deux cimetières chinois en France :
- le cimetière chinois de Nolette à Noyelles-sur-Mer dans la Somme ;
- le cimetière chinois de Saint-Étienne-au-Mont dans le Pas-de-Calais.

Des tombes chinoises sont présentes dans les cimetières militaires britanniques de : Ayette, Longuenesse, Ruminghem, Sains-en-Gohelle dans le Pas-de-Calais...

##### Les cimetières militaires du Commonwealth
Entretenus et gérés par la Commonwealth War Graves Commission depuis 1917, les cimetières militaires britanniques rassemblent plus de 900 000 tombes individuelles dont 200 000 non identifiées de soldats originaires du Royaume-Uni ou de l'Empire coloniale britannique. Les tombes sont surmontées d’une stèle en pierre sur laquelle est inscrit l’emblème national ou le blason de l’armée ou du régiment auquel appartenait le défunt. Est inscrit ensuite le grade, l’unité, la date du décès et l’âge du défunt. Dans chaque cimetière du Commonwealth on trouve également la croix du Sacrifice avec sur la flèche une épée de bronze. Dans les cimetières les plus importants, se trouve également la pierre du Souvenir avec gravée l’inscription tirée de l’Ecclésiaste : « Leur nom vivra à jamais ».
- Cimetières militaires britanniques en France Catégorie:Cimetière militaire britannique en France
- Cimetières militaires du Commonwealth en Belgique et en France Commonwealth War Graves

##### Le cimetière militaire danois
Inauguré en 1924, le cimetière militaire danois de Braine (Aisne) rassemble les corps de 79 soldats danois originaires du Jutland du Sud occupé par l'Allemagne. Ces soldats avaient été enrôlés de force dans l'armée allemande.

##### Les cimetières militaires italiens
Première Guerre mondiale
- Cimetière militaire italien (Bligny) à Bligny dans la Marne (3 440 corps).
- Cimetière militaire italien de Soupir (Aisne) sur le Chemin des Dames (593 corps).

Seconde Guerre mondiale
- Cimetière militaire italien de Saint-Mandrier-sur-Mer : il réunit les corps de soldats morts au cours de la dernière guerre, non réclamés par les familles. Près de 900 corps furent déposés dans des caveaux individuels dans une partie du cimetière exclusivement réservée aux soldats et marins italiens.

##### Le cimetière néerlandais
Le cimetière militaire néerlandais d'Orry-la-Ville (Oise) fut inauguré en 1958. Il rassemble 114 corps de Néerlandais civils et militaires tombés sur le sol de France en 1940.

##### Les monuments et cimetières militaires polonais
Première Guerre mondiale
Le 4 juin 1917 fut constituée l'Armée polonaise en France qui combattit en Champagne, en Lorraine et dans les Vosges.
- Le cimetière militaire polonais d'Aubérive (Marne) rassemble 385 tombes dont 129 de soldates tombés lors de la Première Guerre mondiale.
- Monument polonais de La Targette à Neuville-Saint-Vaast (Pas-de-Calais) en face du Monument tchécoslovaque.
- Dans la chapelle de la nécropole nationale de Notre-Dame-de-Lorette, triptyque de la Vierge de Częstochowa.

Seconde Guerre mondiale
- Le cimetière militaire polonais d'Aubérive (Marne) réunit 256 corps tombés lors de la Seconde Guerre mondiale.
- Le cimetière militaire polonais de Dieuze (Moselle) : rassemble les sépultures de soldats de la 1re division de grenadiers polonais tombés lors des combats de juin 1940.
- Le cimetière d’Urville à Grainville-Langannerie (Calvados) est la seule nécropole polonaise de la Seconde Guerre mondiale en France, pour les combats consécutifs au débarquement de 1944 (696 tombes).

##### Le cimetière militaire portugais
Le cimetière militaire portugais de Richebourg (Pas-de-Calais) unique cimetière militaire portugais en France qui témoigne de l'engagement du Portugal dans la Première Guerre mondiale il rassemble 1 831 corps.

##### Le cimetière militaire roumain
- À Soultzmatt (Haut-Rhin), les Allemands installèrent, au cours de la Première Guerre mondiale, un camp de prisonniers roumains. Le cimetière roumain de Soultzmatt inauguré en 1924 rassemble 678 corps[16],[17].
- Nécropole nationale de Dieuze (Moselle) : 940 sépultures de prisonniers de guerre roumains détenus en Alsace-Lorraine décédés de maladie et de privations.

##### Les cimetières militaires russes
Première Guerre mondiale
- À Saint-Hilaire-le-Grand (Marne), le cimetière militaire russe rassemble 915 corps de soldats russes tombés (7 354 au total) sur le sol de France à partir de 1916.

Seconde Guerre mondiale
- Le cimetière militaire russe de Noyers-Saint-Martin (Oise) a été créé en 2002. Il regroupe 4 674 corps de citoyens soviétiques (essentiellement russes et ukrainiens) dans 78 tombes et 3 ossuaires. Les dépouilles ont été transférées de différents lieux dont 3 000 venant du camp du Ban-Saint-Jean à Denting (Moselle).
- Le cimetière militaire de Valleroy (Meurthe-et-Moselle) rassemble les corps de 54 prisonniers soviétiques décédés en France occupée.

##### Le cimetière militaire tchécoslovaque
Le cimetière militaire tchécoslovaque de Neuville-Saint-Vaast rassemble 70 corps de Tchèques tombés au cours de la Première Guerre mondiale et 136 corps de Tchécoslovaques tombés au cours de la Seconde.
Dans la Nécropole nationale de Chestres, le carré des combattants tchécoslovaques rassemble les sépultures de 284 tués en octobre 1918, à Sugny, Condé-lès-Vouziers, Chestres, Terron-sur-Aisne et Vrizy, dont 160 soldats inconnus inhumés en ossuaire.

#### Grèce
Première Guerre mondiale
- Le cimetière militaire Zeitenlik à Thessalonique regroupe 22 000 tombes de soldats alliés: britanniques, français, italiens, russes et serbes tombés lors de la Première Guerre mondiale.
  - Le carré français réunit 8 310 tombes dont 6 108 françaises, 1 222 sénégalaises, 342 arabes, 222 malgaches et 178 indochinoises.
- Le cimetière militaire allié de Kalamaki à Athènes, carré français : 53 tombes.
- Le cimetière militaire français de Gastouri à Corfou : 209 tombes.
- Cimetières et monuments militaires français en Grèce

Seconde Guerre mondiale
- Cimetière militaire britannique de Phaleron à Athènes : 3 000 sépultures de soldats britanniques tombés en Crète, Grèce et Yougoslavie.

#### Hongrie
- Cimetière militaire allemand de Böhönje : 2 355 tombes individuelles de la Seconde Guerre mondiale.
- Cimetière militaire français de Budapest : 210 tombes individuelles d'Alsaciens-Lorrains.

#### Italie
Première Guerre mondiale
- Cimetière militaire de la colline Sant'Elia : 30 000 sépultures
- Cimetière militaire de Redipuglia : plus de 100 000 sépultures
- Cimetière militaire de Rome : 432 sépultures
- Cimetière militaire du Monte Grappa : composé de deux ossuaires
  - au nord: ossuaire rassemblant les dépouilles de 10 295 Austro-Hongrois dont 295 identifiés
  - au sud: ossuaire contenant les dépouilles de 12 615 Italiens dont 2 283 identifiés
- Ossuaire du Mont Pasubio
- Ossuaire de Leiten
- Ossuaire de Tonezza del Cimone

Seconde Guerre mondiale
- Cimetière militaire polonais du mont Cassin, où reposent les dépouilles des 860 officiers et soldats du deuxième corps polonais, tombés du 11 au 18 mai 1944 pour conquérir ce bastion de la ligne Gustave.
- Cimetière militaire français de Venafro au Mont Cassin : 4 922 sépultures.
- Cimetière militaire français de Monte Mario à Rome : 1 709 sépultures.
- Cimetière militaire brésilien de Pistoia (Toscane) : 462 tombes rapatriées au Brésil en 1960. Monument commémoratif de 1967.

#### Lettonie
- Cimetière militaire du Mezaparks de Riga : tombes des Première et Seconde Guerre mondiales
- Cimetière militaire allemand de Saldus
- Cimetière militaire soviétique de Spirgus

#### Lituanie
- Cimetière militaire Aukštieji Šanciai de Kaunas
- Le Cimetière militaire d'Antakalnis à Vilnius rassemble :
  - 2 000 dépouilles de soldats de la Grande Armée napoléonienne qui périrent en 1812, mises au jour en 2001 ;
  - des tombes polonaises, russes et allemandes des Première et Seconde Guerre mondiale ;
  - Treize victimes des émeutes pour l'indépendance de 1991.
- Cimetière des prisonniers soviétiques de Vilnius : il rassemble les sépultures de 4 500 prisonniers de guerre soviétiques de l'Armée rouge tués pendant l'occupation allemande de 1941 à 1943, dans les camps de la région.

#### Luxembourg
- Le cimetière militaire américain de Luxembourg rassemble les corps de 5 076 soldats américains tombés pour la plupart pendant la bataille des Ardennes en décembre 1944 et janvier 1945.
- Le cimetière militaire allemand de Sandweiler rassemble 5 286 tombes individuelles, 800 corps dans un ossuaire et 4 019 soldats sont sans sépulture connue.

#### Macédoine
- Le cimetière militaire français de Bitola (ex Monastir) réunit 6 262 tombes et deux ossuaires de 5 000 corps chacun.
- Le cimetière militaire allemand de Bitola.
- Le cimetière militaire français de Skopje rassemble 9 603 tombes et deux ossuaires de 5 000 corps chacun.
- Le cimetière des Partisans de Kruševo
- Le cimetière des Partisans d'Ohrid

#### Monténégro
- Cimetière militaire de Baosci
- Cimetière militaire de Bobosovo
- Cimetière des Partisans de Breza
- Liste des monuments à la Seconde Guerre mondiale au Monténégro

#### Norvège
- Le cimetière militaire de Narvik rassemble les corps des soldats français, polonais et britanniques tombés en Norvège (Narvik, Bjerkvik, Harstad, Hakvik, Elvenes, Øse Gratangen…) qui n'ont pas été rapatriés lors du rembarquement allié de juin 1940. Les corps de 4 aviateurs allemands, découverts en 1950 à Jan Mayen, ont été transférés dans le cimetière en 1959.

#### Pays-Bas
La Fondation néerlandaise des sépultures de guerre (O.G.S.), fondée en 1946, est une fondation privée qui gère et entretient les cimetières militaires néerlandais aux Pays-Bas et à l'étranger.
- Cimetière américain de Margraten ou Cimetière militaire américain des Pays-Bas : 8 301 tombes et 1 722 disparus.
- Cimetière militaire britannique d'Uden : 100 tombes.
- Cimetière militaire canadien de Berg-op-Zoom : 1 300 tombes.
- Cimetière militaire français de Kapelle (Zélande) : 229 sépultures françaises et 20 marocaines.
- Cimetière militaire polonais de Bréda.

#### Pologne
Première Guerre mondiale
- Cimetière militaire de Marcinkowice (district de Nowosadecki) rassemble des corps de la Légion polonaise de 1918.
- Cimetière militaire allemand de Przemyśl : mausolée portant les noms de 2 000 soldats disparus pendant la Première Guerre mondiale.

Seconde Guerre mondiale
- Cimetière militaire allemand de Przemyśl : 60 000 dépouilles de la Seconde Guerre mondiale.
- Le cimetière militaire français de Gdańsk rassemble 1 152 corps, dont 329 inconnus, de prisonniers de guerre, déportés politiques, travailleurs forcés (STO), Malgré-nous, évadés des camps combattant dans les maquis polonais de la Seconde Guerre mondiale.
- Cimetière militaire de Zgorzelec.

#### République tchèque
Les cimetières militaires d'Olsany à Prague comprennent :
- le cimetière russe avec une église orthodoxe (1925) où sont enterrés des soldats tsaristes des guerres napoléoniennes, des Russes blancs ayant fui la Révolution bolchevique, des membres de l'Armée Vlassov qui servirent de supplétifs aux nazis lors de la débâcle du Reich et des soldats soviétiques de la période du  Rideau de Fer ;
- le petit cimetière britannique.

#### Roumanie
- Cimetière militaire Eternitatea d'Alexandria : tombes allemandes, bulgares, françaises, roumaines et turques.
- Cimetière Bellu de Bucarest : carré militaire français (128 tombes).
- Cimetière militaire de Constanța : tombes de la Guerre de Crimée et de la Première Guerre mondiale.
- Carré militaire du cimetière de Galați : soixante tombes françaises de la Première Guerre mondiale.
- Cimetière militaire de Pitești : tombes allemandes et roumaines (deux tombes françaises)
- Cimetière militaire international de Slobozia : 18 tombes allemandes, 10 tombes britanniques, 215 tombes françaises (dont 214 musulmanes), 142 tombes indiennes, 77 tombes roumaines, 1 493 tombes turques...
- Parcelles militaires du cimetière civil de Timișoara : le carré français rassemble les tombes de soldats morts pendant la mission d'interposition de 1918-1919 alors que le sort du Banat n'était pas encore réglé par les traités de paix.

#### Russie
Campagne de Russie (1812)
- Cimetière de la Présentation (Moscou) : tombes de soldats étrangers du XIXe siècle:
  - tombes de soldats français de la Grande Armée de 1812, dont un obélisque érigé en 1889 par la République française rappelle le souvenir,
  - tombes de soldats autrichiens,
  - tombes de soldats allemands,
  - tombes de soldats baltes,
  - tombes de soldats polonais, ayant combattu dans l'armée russe.

Guerre de Crimée
- Cimetière militaire français de Sébastopol (Crimée) [18]
- Cimetière militaire italien de Sébastopol

Première Guerre mondiale
- Cimetière de la Présentation (Moscou): tombes de prisonniers allemands et autrichiens de la Première Guerre mondiale.

Guerre civile
- Cimetière marin de Vladivostok : le carré militaire tchécoslovaque rassemble 163 tombes de légionnaires tchécoslovaques tombés en Sibérie au cours de la guerre civile russe de 1918-1920.

Seconde Guerre mondiale
- Cimetière de la Présentation (Moscou) : le carré français rassemble les monuments funéraires des pilotes français de l'escadron de chasse 2/30 Normandie-Niemen.
- Mémorial militaire de Mytichtchi, près de Moscou.
- Cimetière mémorial de Piskarevskoïe à Saint-Pétersbourg.
- Cimetière militaire allemand de Sologubowka à Saint-Pétersbourg : 50 299 dépouilles.
- Cimetière militaire allemand de Sébastopol (5 500 dépouilles)
- Cimetière militaire polonais de Katyne près de Smolensk.
- Cimetière militaire allemand de Duchowschtschina à Smolensk : 30 513 dépouilles.
- Cimetière militaire allemand de Rossochka à Volgograd : 56 875 dépouilles.

#### Serbie
Les cimetières militaires sont les suivants :
- le cimetière militaire français de Belgrade : 396 soldats inhumés, 280 tombes individuelles et deux ossuaires ;
- le nouveau cimetière de Belgrade, avec une section militaire où se trouvent :
  - des tombes de la Guerre serbo-ottomane de 1876-1878 en ossuaire,
  - des tombes de la Guerre serbo-bulgare, en ossuaire,
  - des tombes des Guerres balkaniques,
  - des tombes de la Première Guerre mondiale (serbes, russes, françaises, britanniques, austro-hongroises, bulgares...),
  - des tombes serbes et alliées de la Seconde Guerre mondiale (serbes, allemandes, italiennes, britanniques...),
  - des tombes des victimes de l'opération Châtiment de 1941 et du bombardement de Belgrade de 1944 ;
- le cimetière des Libérateurs de Belgrade qui abrite les tombes de 1 321 partisans yougoslaves et de 721 soldats de l'Armée rouge.

#### Slovaquie
- Cimetière militaire allemand de Hunkovce.

#### Slovénie
- Cimetière militaire autrichien de Bovec : monuments funéraires en béton avec des croix isocèles au milieu d’un cercle à la mémoire des soldats autrichiens, tombés dans les années 1915–1917.
- Cimetière militaire autrichien de Spodnji Log de la Première Guerre mondiale.

#### Suisse
- Cimetière militaire britannique de Vevey (inclut dans le cimetière de St-Martin), adminisistré par la Commonwealth War Graves Commission[19] : 136 tombes

Durant la Première Guerre mondiale, en 1916, un accord fut conclu entre les gouvernements suisse, français, britannique et allemand selon lequel des prisonniers de guerre blessés seront internés en Suisse. Les premiers soldats britanniques sont arrivés en Suisse en mai 1916. Jusqu'à la fin de la guerre, le nombre moyen de soldats britanniques blessés internés en Suisse était de 2000. Parmi eux 61 moururent avant leur rapatriement auxquels il faut ajouter 88 soldats, marins et aviateurs britanniques et des Dominions tombés pendant la guerre inhumés en Suisse. Le cimetière de Vevey rassemble les sépultures situées auparavant à Arosa, Berne, Château d'Oex, Coire, Clarens, Constance, Couvet, Fribourg, Interlaken, Laufenburg, Lausanne, Lauterbrunnen, Leysin et Sierre.
Les tombes datant de la Seconde Guerre mondiale sont celles de prisonniers de guerre britanniques évadés de camps de prisonniers allemands et réfugiés en Suisse ou d'aviateurs s'étant écrasés en Suisse ou à proximité.

#### Turquie
- Cimetière militaire français de Ferikoÿ à Istanbul : 251 tombes
- Cimetière militaire français de Seddülbahir (Gallipoli) : 2 235 sépultures individuelles et 12 000 corps en ossuaire.
- Cimetière militaire français d'Iskenderun (Alexandrette) : campagne de Cilicie (1919-1921)
- Cimetière militaire français de Morto Bay (Cap Helles) : bataille des Dardanelles
- Cimetière militaire britannique d'Azmak près de Suvla Bay, où reposent les corps de soldats tombés lors de la bataille de Gallipoli

#### Ukraine
- Cimetière militaire allemand de Charkow : 35 500 morts
- Cimetière militaire allemand du Donetz : 4 000 morts
- Cimetière militaire allemand de Kiev : 19 100 morts
- Cimetière militaire allemand de Kirowgrad : 15 000 morts
- Cimetière militaire allemand de Potelitsch : 9 100 morts
- Cimetière militaire allemand de Sébastopol-Gontscharnoje : 16 500 morts
- Cimetière militaire allemand de Shitomir-Hegewald : 2 552 morts
- Cimetière militaire allemand de Bronniki : 202 morts
- Cimetière militaire allemand d'Uspenka : 800 morts
- Cimetières militaires russes de :
  - Antrazit
  - Berditschev
  - Cherson
  - Gorlowkao
  - Kiev-Syrez
  - Kirosk (ex Golubowkao)
  - Lwow (Lemberg)
  - Odessa
  - Poltawa
  - Sambor,
  - Saporoshje
  - Wereschtschiza.